# Division 1 i fotboll för damer 2012
Division 1 i fotboll för damer 2012 bestod av två serier med vardera 12 lag i varje som spelades mellan 14 april och 6 oktober (södra) respektive 7 oktober (norra) 2012. Det var den sista säsongen som Division 1 var den näst högsta divisionen i fotboll för damer i Sverige. Vinnare av Norrettan blev Sunnanå SK och vinnare av Söderettan blev Mallbackens IF. De blev båda, efter kvalspel, uppflyttade till Damallsvenskan 2013.
Vid Svenska Fotbollförbundets representantskapsmöte den 25 november 2011 beslutades att genomföra förslaget om förändringar i seriespelet för damer, vilket genomfördes till säsongen 2013. Det innebar att 2012 års säsong blev den sista med två division 1-serier under Damallsvenskan. Från och med 2013 ersättes de av Elitettan med 14 lag och under den sex Division 1-serier med tolv lag i vardera.

## Övergångskvalregler inför 2013
Ettan och tvåan i Norrettan respektive Söderettan kommer kvala mot varandra om två platser i Damallsvenskan 2013. De två förlorarna spelar vidare i den nya Elitettan 2013. Lag tre till sex är direktkvalificerade för Elitettan 2013, medan de båda sjuorna får kvala mot varsitt Division 2-lag om två platser. Lag åtta till tolv i båda serierna åker ner till de nya Division 1-serierna. Dessutom tillkommer de två sist placerade lagen från Damallsvenskan 2012.

## Kvalificerade lag
| Från Norrettan | Från Söderettan | Från Damallsvenskan                        | Från Division 2 |
| --- | --- | ------------------------------------------ | --- |
| - Bollstanäs SK norr - Gustafs GoIF norr - Kvarnsvedens IK norr - Rågsveds IF norr - Sundsvalls DFF norr - Sunnanå SK norr - Umeå Södra FF norr - Vasalunds IF norr | - Eskilstuna United DFF söder - Hovås Billdal IF söder - IFK Kalmar söder - Linköping Kenty DFF söder - IFK Norrköping DFK söder - QBIK söder - Tölö IF söder - Östers IF söder | - Dalsjöfors GoIF söder - Hammarby IF norr | - Assi IF norr - IK Sirius norr - Limhamn Bunkeflo söder - Lindsdals IF söder - Mallbackens IF söder - Västerås BK 30 norr |

## Norra

### Poängtabell
| Nr | Lag               | S  | V  | O | F  | GM | IM | MS  | P  |
| -- | ----------------- | -- | -- | - | -- | -- | -- | --- | -- |
| 1  | Sunnanå SK        | 22 | 18 | 3 | 1  | 69 | 15 | +54 | 57 |
| 2  | IK Sirius (U)     | 22 | 18 | 2 | 2  | 64 | 14 | +50 | 56 |
| 3  | Sundsvalls DFF    | 22 | 15 | 2 | 5  | 67 | 25 | +42 | 47 |
| 4  | Kvarnsvedens IK   | 22 | 14 | 2 | 6  | 47 | 22 | +25 | 44 |
| 5  | Umeå Södra        | 22 | 11 | 2 | 9  | 42 | 35 | +7  | 35 |
| 6  | Hammarby IF (N)   | 22 | 10 | 1 | 11 | 34 | 35 | −1  | 31 |
| 7  | Västerås BK30 (U) | 22 | 9  | 2 | 11 | 40 | 52 | −12 | 29 |
| 8  | Rågsveds IF       | 22 | 8  | 3 | 11 | 43 | 49 | −6  | 27 |
| 9  | Assi IF (U)       | 22 | 7  | 3 | 12 | 40 | 55 | −15 | 24 |
| 10 | Bollstanäs SK     | 22 | 4  | 3 | 15 | 33 | 58 | −25 | 15 |
| 11 | Vasalunds IF      | 22 | 4  | 1 | 17 | 26 | 64 | −38 | 13 |
| 12 | Gustafs GoIF      | 22 | 1  | 2 | 19 | 16 | 97 | −81 | 5  |

### Resultattabell
| Hemma \ Borta   | AIF | BSK | GUS  | HIF | IKS | KIK | RIF | SDFF | SSK | USÖ | VIF | VBK |
| Assi IF         | —   | 2–1 | 2–1  | 0–2 | 3–1 | 1–1 | 5–4 | 2–3  | 1–2 | 2–3 | 1–2 | 2–2 |
| Bollstanäs SK   | 3–1 | —   | 4–1  | 1–3 | 2–1 | 0–5 | 0–0 | 2–7  | 0–1 | 0–1 | 7–1 | 1–1 |
| Gustafs GoIF    | 0–4 | 3–2 | —    | 0–3 | 1–2 | 0–0 | 0–1 | 1–1  | 2–4 | 0–4 | 0–7 | 1–5 |
| Hammarby IF     | 1–1 | 2–1 | 4–2  | —   | 0–1 | 0–2 | 3–1 | 0–1  | 0–1 | 2–1 | 1–0 | 2–4 |
| IK Sirius       | 2–1 | 2–0 | 14–1 | 2–0 | —   | 2–1 | 7–1 | 1–1  | 2–2 | 1–0 | 3–1 | 6–0 |
| Kvarnsvedens IK | 6–0 | 3–0 | 2–0  | 5–2 | 0–1 | —   | 2–1 | 2–0  | 0–1 | 2–1 | 2–0 | 5–2 |
| Rågsveds IF     | 1–2 | 3–1 | 7–0  | 2–3 | 0–5 | 3–0 | —   | 0–2  | 2–2 | 4–4 | 2–1 | 3–2 |
| Sundsvalls DFF  | 6–1 | 7–1 | 8–0  | 1–0 | 0–1 | 2–0 | 5–0 | —    | 0–2 | 3–0 | 4–0 | 3–0 |
| Sunnanå SK      | 5–2 | 4–0 | 13–0 | 4–2 | 0–1 | 3–1 | 2–0 | 3–1  | —   | 3–0 | 5–0 | 4–0 |
| Umeå Södra      | 3–1 | 5–3 | 5–0  | 2–0 | 0–2 | 0–1 | 3–1 | 4–7  | 0–0 | —   | 2–1 | 1–2 |
| Vasalunds IF    | 2–6 | 2–2 | 2–1  | 1–3 | 0–4 | 1–4 | 0–4 | 1–3  | 1–5 | 0–1 | —   | 3–1 |
| Västerås BK30   | 4–0 | 3–2 | 3–2  | 2–1 | 0–3 | 2–3 | 0–3 | 4–2  | 0–3 | 0–2 | 3–0 | —   |

## Södra

### Poängtabell
| Nr | Lag                  | S  | V  | O | F  | GM | IM | MS  | P  |
| -- | -------------------- | -- | -- | - | -- | -- | -- | --- | -- |
| 1  | Mallbackens IF (N)   | 20 | 12 | 7 | 1  | 45 | 14 | +31 | 43 |
| 2  | QBIK                 | 20 | 10 | 7 | 3  | 43 | 22 | +21 | 37 |
| 3  | Östers IF            | 20 | 10 | 5 | 5  | 42 | 22 | +20 | 35 |
| 4  | Eskilstuna United    | 20 | 10 | 4 | 6  | 43 | 35 | +8  | 34 |
| 5  | IFK Kalmar           | 20 | 10 | 3 | 7  | 48 | 39 | +9  | 33 |
| 6  | Limhamn Bunkeflo (U) | 20 | 10 | 3 | 7  | 37 | 38 | −1  | 33 |
| 7  | Hovås Billdal        | 20 | 9  | 3 | 8  | 29 | 31 | −2  | 30 |
| 8  | Tölö IF              | 20 | 8  | 4 | 8  | 41 | 26 | +15 | 28 |
| 9  | IFK Norrköping       | 20 | 7  | 4 | 9  | 39 | 40 | −1  | 25 |
| 10 | Lindsdals IF (U)     | 20 | 2  | 2 | 16 | 13 | 45 | −32 | 8  |
| 11 | Linköping/Kenty      | 20 | 0  | 2 | 18 | 13 | 81 | −68 | 2  |
| 12 | Dalsjöfors GoIF (N)  | 0  | 0  | 0 | 0  | 0  | 0  | 0   | 0  |

### Resultattabell
| Hemma \ Borta     | EU  | HB  | IFKK | IFKN | LB  | LIF | L/K | MIF | QBIK | TIF | ÖIF  |
| Eskilstuna United | —   | 0–0 | 2–1  | 3–3  | 4–1 | 1–0 | 5–0 | 1–1 | 1–3  | 1–0 | 3–1  |
| Hovås Billdal     | 4–2 | —   | 0–2  | 4–3  | 5–1 | 1–0 | 1–0 | 0–1 | 2–1  | 0–3 | 0–0  |
| IFK Kalmar        | 4–6 | 6–3 | —    | 3–2  | 2–3 | 2–0 | 5–0 | 0–4 | 2–2  | 2–1 | 3–0  |
| IFK Norrköping    | 4–3 | 0–0 | 3–1  | —    | 1–1 | 7–0 | 0–0 | 0–3 | 0–3  | 1–4 | 1–0  |
| Limhamn Bunkeflo  | 4–2 | 3–1 | 0–0  | 4–3  | —   | 2–1 | 3–1 | 0–0 | 0–1  | 5–2 | 0–1  |
| Lindsdals IF      | 1–2 | 0–3 | 1–2  | 2–1  | 1–2 | —   | 1–1 | 0–1 | 2–3  | 0–1 | 0–3  |
| Linköping/Kenty   | 2–3 | 1–2 | 4–5  | 1–4  | 0–3 | 0–2 | —   | 0–5 | 1–10 | 0–5 | 2–10 |
| Mallbackens IF    | 3–1 | 3–0 | 3–1  | 2–1  | 4–2 | 3–0 | 5–0 | —   | 1–1  | 1–1 | 1–1  |
| QBIK              | 1–1 | 2–3 | 2–1  | 1–2  | 2–0 | 1–1 | 2–0 | 2–2 | —    | 3–1 | 2–2  |
| Tölö IF           | 1–0 | 1–0 | 0–3  | 2–3  | 1–2 | 5–0 | 9–0 | 2–2 | 0–0  | —   | 0–1  |
| Östers IF         | 1–2 | 2–0 | 3–3  | 3–0  | 6–1 | 4–1 | 1–0 | 1–0 | 0–1  | 2–2 | —    |

## Kval till Damallsvenskan 2013

### IK Sirius mot Mallbackens IF
|             | 10 oktober 2012 | IK Sirius | 0 – 1           | Mallbackens IF    | Studenternas IP               |                               |
| 19:00 UTC+2 | 19:00 UTC+2     |           | (0 – 0) Rapport | 54′ Mimmi Larsson | Uppsala Domare: Annika Andric | Uppsala Domare: Annika Andric |
| 19:00 UTC+2 | 19:00 UTC+2     |           |                 |                   | Uppsala Domare: Annika Andric | Uppsala Domare: Annika Andric |
| 19:00 UTC+2 | 19:00 UTC+2     |           |                 |                   | Uppsala Domare: Annika Andric | Uppsala Domare: Annika Andric |

|             | 13 oktober 2012 | Mallbackens IF   | 1 – 0           | IK Sirius | Strandvallen                               |                                            |
| 14:00 UTC+2 | 14:00 UTC+2     | Linda Wallin 67′ | (0 – 0) Rapport |           | Lysvik Publik: 1 015 Domare: Alicia Eklund | Lysvik Publik: 1 015 Domare: Alicia Eklund |
| 14:00 UTC+2 | 14:00 UTC+2     |                  |                 |           | Lysvik Publik: 1 015 Domare: Alicia Eklund | Lysvik Publik: 1 015 Domare: Alicia Eklund |
| 14:00 UTC+2 | 14:00 UTC+2     |                  |                 |           | Lysvik Publik: 1 015 Domare: Alicia Eklund | Lysvik Publik: 1 015 Domare: Alicia Eklund |

Mallbackens IF kvalificerade sig för damallsvenskan 2013 med det ackumulerade slutresultatet 2–0.

### QBIK mot Sunnanå SK
|             | 11 oktober 2012 | QBIK                | 1 – 1           | Sunnanå SK           | Tingvalla IP                                 |                                              |
| 18:00 UTC+2 | 18:00 UTC+2     | Julia Spetsmark 23′ | (1 – 0) Rapport | 70′ Janina Sundqvist | Karlstad Publik: 338 Domare: Jenny Palmqvist | Karlstad Publik: 338 Domare: Jenny Palmqvist |
| 18:00 UTC+2 | 18:00 UTC+2     |                     |                 |                      | Karlstad Publik: 338 Domare: Jenny Palmqvist | Karlstad Publik: 338 Domare: Jenny Palmqvist |
| 18:00 UTC+2 | 18:00 UTC+2     |                     |                 |                      | Karlstad Publik: 338 Domare: Jenny Palmqvist | Karlstad Publik: 338 Domare: Jenny Palmqvist |

|             | 14 oktober 2012 | Sunnanå SK                                                                                   | 4 – 0           | QBIK | Electrolux Home Arena                           |                                                 |
| 14:00 UTC+2 | 14:00 UTC+2     | Nina Jakobsson 20′ Perpetua Ijeoma Nkwocha 32′ Carina Lundberg 83′ Erika Nilsson Vaara 90+2′ | (2 – 0) Rapport |      | Skellefteå Publik: 968 Domare: Jonathan Forsman | Skellefteå Publik: 968 Domare: Jonathan Forsman |
| 14:00 UTC+2 | 14:00 UTC+2     |                                                                                              |                 |      | Skellefteå Publik: 968 Domare: Jonathan Forsman | Skellefteå Publik: 968 Domare: Jonathan Forsman |
| 14:00 UTC+2 | 14:00 UTC+2     |                                                                                              |                 |      | Skellefteå Publik: 968 Domare: Jonathan Forsman | Skellefteå Publik: 968 Domare: Jonathan Forsman |

Sunnanå SK kvalificerade sig för damallsvenskan 2013 med det ackumulerade slutresultatet 5–1.